# Maxburretia rupicola
Maxburretia rupicola är en enhjärtbladig växtart som först beskrevs av Henry Nicholas Ridley, och fick sitt nu gällande namn av Caetano Xavier Furtado. Maxburretia rupicola ingår i släktet Maxburretia och familjen Arecaceae. Inga underarter finns listade i Catalogue of Life.